# Liliane Saint-Pierre
Lilliane Saint-Pierre (född Liliane Louise Keuninckx), född 19 december 1948 i Diest, är en belgisk sångerska som bland annat deltagit i Eurovision Song Contest 1987 med låten Soldiers of Love. Hon har sjungit både på flamländska, franska och engelska.

## Diskografi
- 1964 – "We gotta stop!"
- 1964 – "Waarom"
- 1965 – "Middernacht"
- 1965 – "Bij het strand"
- 1965 – "Verboden wensen"
- 1964 – "'k Hou niet meer van jou
- 1965 – "Quand vient la nuit" / "Pourquoi"
- 1966 – "Vivre comme dans les livres"
- 1967 – "Er staat een foto in een lijst" / "Te jong om alles te begrijpen"
- 1967 – "Leider, leider, leider" / "Du bist so wie ein Fremder"
- 1967 – "Jammer, jammer, jammer" / "Jij doet zoals een vreemde"
- 1967 – "Chou chou chou" / "Tu n'es plus même"
- 1967 – "Schuld bist du daran" / "Du hast dich verändert"
- 1967 – "Blauwe ogen liegen niet" / "Nu ben je heel anders"
- 1967 – "Eenzame Boy" / "Alle Tieners"
- 1967 – "Alle schuld ligt bij jou" / "Jij kunt altijd lief zijn"
- 1968 – "Je suis une fille toute seule" / "Quand ce jour là"
- 1968 – "Ma se questa volta" / "Ragazza Sola"
- 1968 – "Da Spiel ist vorbei" / "Was kommt dan"
- 1968 – "Wat moet ik doen?" / "Neen ik heb geen spijt"
- 1968 – "Oh, oh Marc Dex" / "Het is nog niet te laat"
- 1968 – "J'entends une symphonie" / "Le brouillard est tombé sur la ville"
- 1968 – "Plus jamais" / "Je ne suis pas un bonbon"
- 1969 – "Meisjeshart is toch niet van steen" / "Ik heb verdriet"
- 1969 – "Tadaptatata" / "Timtirlalu"
- 1969 – "Si loin des yeux, si loin du coeur" / "Parce que tu me quittes"
- 1969 – "Chanson sentimentale, pour une fille sentimentale" / "Les sept derniers jours"
- 1970 – "Only you" / "Vrij"
- 1970 – "Quand c'est fini, c'est fini" / "Je n'aimerai plus jamais"
- 1970 – "Nous resterons unis" / "Dieu seul sait"
- 1971 – "Das ist nun mal meine Persönlichkeit"
- 1972 – "God was dood" (Miloscope Bijbelserie)
- 1972 – "Dieu était mort" (Miloscope Bijbelserie)
- 1972 – "De vele talen van het hart" (med Stefaan) (Miloscope Bijbelserie)
- 1972 – "Les milles langues de l'amour" (Miloscope Bijbelserie)
- 1972 – "Levenstuin" (met Martine Morgan) (Miloscope Bijbelserie)
- 1972 – "Satan" (Miloscope Bijbelserie)
- 1972 – "Alles om ons heen is mooi" / "Dans, zing, lach en dans" (Miloscope Bijbelserie)
- 1974 – "Als je gaat" / "Liefste, als je bij me bent"
- 1974 – "Si tu pars" / "La nuit est sombre"
- 1974 – "Heb je nooit vaarwel gezegd" / "Geen zorgen"
- 1974 – "Feu de paille, feu de joie" / "Tout passe"
- 1975 – "Joue ma fille"
- 1975 – "Is het onmogelijk?"
- 1975 – "Santa Domingo" / "Mammy, please don't go"
- 1975 – "Santa Domingo" / "Zo lang er rode rozen zijn"
- 1975 – "Santa Domingo" / "Bitte, bleib noch hier"
- 1976 – "Liefde is leven" / "Eenzaamheid heeft vele namen"
- 1976 – "Dat is dan eenzaam zijn" / "Daarna"
- 1977 – "Love is" / "Driving"
- 1978 – "Mélodie" / "C'est un ami, pas un copain"
- 1981 – "Brussel"
- 1984 – "C'est la vie"
- 1985 – "Mijn grote liefde heet muziek"
- 1985 – "C'est la vie" (version på franska) / "C'est toi ma musique"
- 1986 – "Liefde alleen/Dat weet je, dat weet ik ook"
- 1987 – "Soldiers of Love" (versioner på nederländska, franska och engelska)
- 1987 – "Geloven"
- 1988 – "Met jou wil ik de hemel zien"
- 1989 – "Sacha" (versioner på nederländska och franska)
- 1989 – "Ik hou van jou" / "'t Doet er niet toe"
- 1990 – "Nu jij moet gaan" / "Gezicht"
- 1990 – "Stille nacht" / "Daar"
- 1991 – "Eeuwig van je houden" / "Ziggy"
- 1991 – "Ik stop niet" / "Les guitarres de ma vie"
- 1992 – "Kom dichterbij" / "Come close to me"
- 1993 – "Ik vecht voor jou" (duett med Ignace)
- 1994 – "Nog altijd" (duett med De Bende)
- 1994 – "Jojo" / "Gezicht"
- 1995 – "Een schreeuw in de nacht"
- 1996 – "Ik wil alles met je doen" / "Opeens werd alles stil"
- 1996 – "Ik kom zacht naar je toe"
- 1997 – "Ik ben niet van jou"
- 1997 – "Rio"
- 1997 – "Geef me tijd" (duett med pojkbandet Get Ready!)
- 1997 – "Verleiden" / "Verleiden" (Club Mix)
- 1998 – "Boven de wolken"
- 1998 – "Droomdans" / "Sorry"
- 1998 – "Eén moment met jou" / "In m'n bloed"
- 2000 – "There will still be love"
- 2001 – "Het verschil" / "Daar komt liefde van"
- 2003 – "Hou van het leven" / "Envie de vivre"
- 2004 – "Gevangen in jou" / "Femme en colère"
- 2006 – "Mijn leven" / "This is my life"
- 2006 – "Run to me (duet with Paco Garcia)" / "I'll stand by you" / "De Roos"
- 2009 – "Ik ben gelukkig zonder jou" (med Astrid Nijgh och Sophie Van Everdingen)
- 2010 – "Naar het Sterrenlicht" (duett med Mieke)
- 2011 – "Bang voor de zomer"
- 2012 – "Soldiers of Love" (2012-mix)
- 2012 – "Met je ogen dicht" (från TV-programmet In The Mix)
- 2013 – "Geef me adem"
- 2013 – "Jij blijft altijd naast me staan"